# Lil' Troy
Lil' Troy, de son vrai nom Troy Lane Birklett, né le 24 février 1966 à Houston au Texas, est un rappeur américain. En 1988, il fonde son propre label, Short Stop Records. En 1995, il rejoint le groupe de hip-hop Mass 187 avec lequel il enregistre en studio la chanson Gangsta Strut et enregistre l'album Real Trues Paying Dues. Après neuf mois de prison, Birklett publie son premier album Sittin' Fat Down South en 1998, qui atteint les classements musicaux et est certifié disque de platine.
Entre 2014 et 2015, ses revenus sont estimés à $300 000.

## Biographie
Birklett est né le 24 février 1966 à Houston au Texas,. Il commence à jouer du saxophone dans l'orchestre de son école primaire, et continue au lycée. Après avoir obtenu l'équivalent du bac (graduation), il entame une brève carrière de musicien professionnel, mais commence surtout à produire diverses chansons pour des artistes de hip-hop locaux.
En 1988, il fonde le label Short Stop Records. L'un des jeunes talents avec lesquels il travaille à ses débuts est le rappeur Scarface. Après le succès de son single éponyme, Scarface signe chez Rap-A-Lot Records et Troy continue dans la production avec divers artistes avant de connaître son premier échec en 1991, pour ne retrouver un succès relatif que vers 1993. À cette époque, Troy mène de front ses activités musicales et celles de membre d'un gang. En 1995, il rejoint le groupe de hip-hop Mass 187 avec lequel il enregistre en studio la chanson Gangsta Strut et enregistre l'album Real Trues Paying Dues. En 1998, il est arrêté pour possession de drogue et est condamné en 1999  à une peine de 18 mois d’emprisonnement. Il est finalement libéré après neuf mois de prison, le rappeur ayant collaboré avec le gouvernement et dénoncé ses associés dans le trafic de drogue auquel il s'adonnait[réf. nécessaire].
Son premier album studio, Sittin' Fat Down South, est publié le 23 juin 1998 et produit par Bruce « Grim » Rhodes. L'album atteint la 20e place du Billboard 200 et est certifié disque de platine le 12 octobre 1999 ; en 2001, il compte un total d'1,5 million d'exemplaires vendus aux États-Unis,. Après le succès du premier single, Wanna Be a Baller, Lil' Troy est approché par Universal Music Group qui réédite son premier album en 1999 avec une large diffusion nationale. En juin 2001, Lil' Troy signe au label Koch Entertainement. La même année, le 11 septembre, il publie son deuxième album, Back to Ballin, qui ne connaît pas le même succès que le précédent. Il atteint malgré tout la 95e place du Billboard 200.
En 2003, il joue son propre rôle dans un film intitulé Wanna Be a Baller. Toujours en 2003, Lil' Troy publie l'album Sittin' Fat Down South Platinum Edition: Wanna Be A Baller, distribué par le label RND.
Son troisième album, Paperwork, est publié le 14 février 2006, jour de son quarantième anniversaire. Après la publication du DVD homonyme, Pimp C insulte Troy sans relâche dans plusieurs interviews ; selon l'entourage de Troy, Pimp C se serait tourné contre Troy car ce dernier a montré une fiche fédérale de Brad Jordan (alias Scarface du label Rap-A-Lot) qui le fournissait à l'époque en cocaïne.

## Discographie
- 1998 : Sittin' Fat Down South
- 2001 : Back to Ballin
- 2002 : Back to Ballin (Chopped and Screwed)
- 2006 : Paperwork